# シャーロット・オブ・ウェールズ
シャーロット・エリザベス・ダイアナ・オブ・ウェールズ王女（Princess Charlotte Elizabeth Diana of Wales; 2015年5月2日 - ）は、イギリス王室の成員で、ウェールズ公ウィリアム王太子と公妃キャサリンの長女（第2子）。
現在の国王チャールズ3世の系統においては、父ウィリアム、兄ジョージに次ぐイギリス王位継承順位第3位である。これは女性王族では最上位である。
ジョージ並びに弟のルイの2人の兄弟がいる。

## 妊娠の発表
2014年9月8日に王室は、ケンブリッジ公ウィリアム王子夫妻は第2子の誕生を期待していると公表した。王室の発表はプレスリリースとソーシャル・メディアによってなされ、国際的な報道とイギリスの政治家からの祝福、過剰な注目ぶりに対する批判を呼びおこした。
9月8日に、ケンブリッジ公夫妻は、オックスフォード大学の中国学センターの一つオックスフォード大学ディクソン・プーン中国学ビルのオープンに招待されていた。しかし、キャサリン妃がケンジントン宮殿で激しいつわりの治療を受けていたせいで、彼女は夫とともに式典に参加することはできなかった。妊娠の発表は彼女の欠席の理由を説明するために発表された。
2014年10月、ケンジントン宮殿は第2子は2015年4月に誕生すると予想されると発表した。出産予定日が4月23日と報告されても、王室ファンは病院の外で誕生までキャンプし、長逗留のために中にはパイを与えられたものもいた。"The Great Kate Wait"と知られる、出産間際にはケンジントン宮殿のツイッターには1週間に少なくとも217,000人のフォロワーが加わった。

## 誕生
2015年5月2日、ケンジントン宮殿はキャサリン妃が陣痛が始まる段階に入ったことを確認した。彼女は夫とともにケンジントン宮殿からセント・メアリーズ病院に移り、6時には入院し、8時34分に女児を出産した。体重は3710gである。ウィリアム王子は出産に立ち会った。アラン・ファザリング医師によって取り上げられた。誕生時の王位継承第4位であり、「王女(Princess)」と「殿下（Her Royal Highness）」の称号を有する。「男子優先主義」を廃止した2013年王位継承法により、彼女の王位継承順は爾後の男子の誕生を問わず劣後しない。英王室に王女の称号を持つ女児が生まれたのは、1990年のユージェニー・オブ・ヨーク王女の誕生以来、25年ぶりである。また彼女は、2012年12月31日に曾祖母エリザベス2世が発布した新たな特許状を根拠にして王女の称号を得た最初の人物である。彼女は5月2日18時11分に両親とともにお披露目となった。誕生を祝い、トラファルガー広場の噴水やタワーブリッジが女の子を示すピンク色に光り、イギリス海軍の艦船には「SISTER」の人文字も刻まれた。
誕生から2日後の5月4日に「シャーロット・エリザベス・ダイアナ (Charlotte Elizabeth Diana)」と命名された。また、同王女の誕生を祝うセレモニーが行われ、100発以上もの祝砲がロンドン市内で鳴り響き、祝賀ムードはさらに盛り上がった。
父であるウィリアム王子（現在のウィリアム皇太子）は6週間の育児休暇を取った。
同5月5日、ウィリアム王子はシャーロット王女の出生届を「シャーロット・エリザベス・ダイアナ・オブ・ケンブリッジ王女殿下 (Her Royal Highness Princess Charlotte Elizabeth Diana of Cambridge)」と記載の上で提出したと王室がツイッターで発表した。この出生届は、シャーロット王女の全名、両親、出生日や病院名等が肉筆で書かれており、ウィリアム王子が署名している。同日、ケンジントン宮殿において曽祖母で89歳になるエリザベス女王と初対面したと英スカイニューズ・テレビが伝えた。
同5月6日、一家はロンドン市内の住まいであるケンジントン宮殿を出て、およそ200キロメートル離れた町アンマーにあるイギリス王室所有の邸宅に移り住んだ。
叔父のヘンリー王子とは、王子が公務で各国訪問していたため、誕生から3週間後の2015年5月末に初対面した。
2015年7月5日、ノーフォーク州サンドリンガムにある聖メアリー・マグダレン教会にて、カンタベリー大司教により、洗礼式が執り行われた。ちなみに、この教会は祖母であるダイアナ元妃が洗礼式を行った場所でもある。またダイアナの姪のラーラ・フェローズが、5人の代父母のひとりとなった。

## 名前について
命名をめぐっては、兄のジョージ王子と同様にブックメーカーによる賭けの対象になり、多くのイギリス人が注目し参加する者も多かった。
イギリス王室の公式ツイッターから正式に名前が決定・発表された。それぞれイギリス王室とゆかりのある人物から付けられた。
- シャーロット (Charlotte) - 父ウィリアム王子の父であり、シャーロット王女にとっては祖父にあたるチャールズ (Charles) 3世の名前の女性形、母キャサリン妃の妹であるピッパ・ミドルトンのミドルネームにもなっている。
- エリザベス (Elizabeth) - 曾祖母にあたるエリザベス2世。
- ダイアナ (Diana) - ウィリアム王子の母であり、祖母に当たるダイアナ元皇太子妃。

なお、イギリスのメディアは、ダイアナという名前について、ウィリアム王子が母の名前を入れることを強く希望したとみられると伝えている。

## 誕生をめぐる反響
シャーロット王女の誕生を記念したグッズが発売された。なお、この収入はイギリス王室のものとなる。
キャサリン妃とシャーロット王女がセント・メアリーズ病院を退院し、ウィリアム王子の運転する車でケンジントン宮殿に帰宅する際、母子のファッションの大衆の注目が集まり、イギリスのメディアは、着用していた衣料品の詳細を報道した。ウィリアム王子との結婚と前後してキャサリン妃はイギリスにおいてファッションを主導する存在になったが、それに加えてシャーロット王女の誕生で「女児のファッション」にも関心が集中し、ジョージ王子以上に注目を集めると言われている。王女が10歳になるまでに経済効果は10億ポンド（約1850億円）と予想されている。
キャメロン首相と各国要人がシャーロット王女の誕生について祝いの言葉を発表した。また、誕生日が同じであるデビッド・ベッカムも祝福の言葉を発表した。2015年5月8日の宮内庁の発表によると、天皇・皇后は、シャーロット王女が誕生したことを受け、2015年5月7日に曽祖母のエリザベス女王に祝電を送った。
また、彼女の誕生を受け、両親のもとには世界各国の大統領・首相などの要人や国民から贈り物が届けられ、ケンジントン宮殿内に溢れかえった。
生まれた病院であるセント・メアリーズ病院が世界的に有名となり観光地となった。
Social Security Administrationが毎年発表しているアメリカで人気のある女の子の名前に、“シャーロット”が初めてトップ10入りを果たした。

## その後
2018年1月8日よりロンドンのウィルコックス・ナーサリースクールに通園を開始した。

## 敬称・称号
- 2015年5月2日 - 2022年9月8日 : Her Royal Highness Princess Charlotte of Cambridge（シャーロット・オブ・ケンブリッジ王女殿下）
- 2022年9月9日 - 現在 : Her Royal Highness Princess Charlotte of Wales（シャーロット・オブ・ウェールズ王女殿下）

## 祖先
王女は兄のジョージ同様にウィンザー家に属する。父系の系譜上、エリザベス2世の夫エディンバラ公爵フィリップの出自であるグリュックスブルク家の一員である。
王女の母キャサリン妃の祖先はイングランド人とスコットランド人であり、父ウィリアム王子の祖先はイングランド人、ヨーロッパ各国の王家、スコットランド人、ドイツ人、アイルランド人、フランス人、ハンガリー人、インド人、アルメニア人である。

## 系図
- 赤枠の人物は、存命中。
- 黒枠の人物は、故人。
- 太枠の人物は、イギリス君主の子女。